# Marumba
Marumba é um gênero de mariposa pertencente à família Bombycidae.

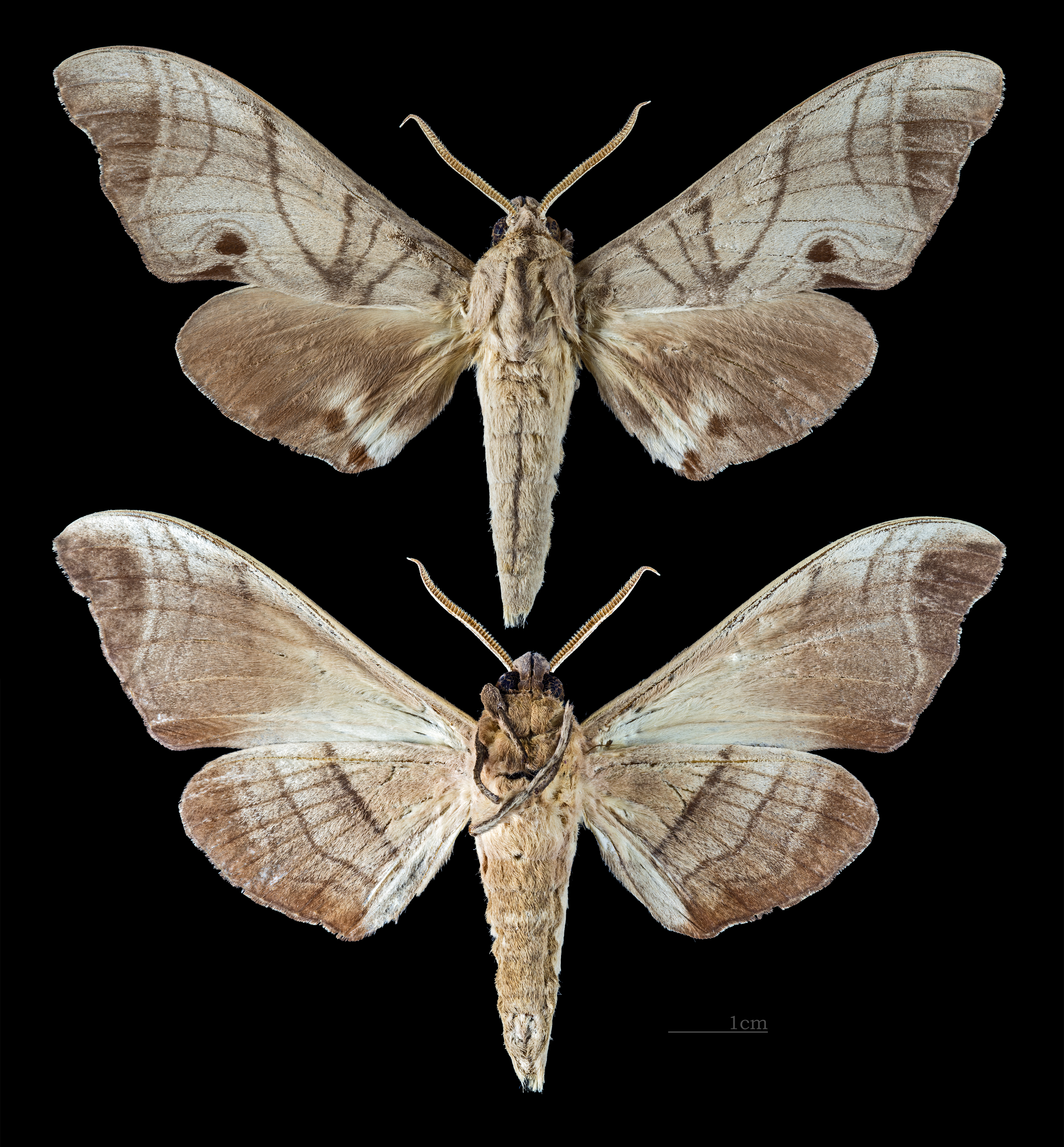
Marumba amboinicus
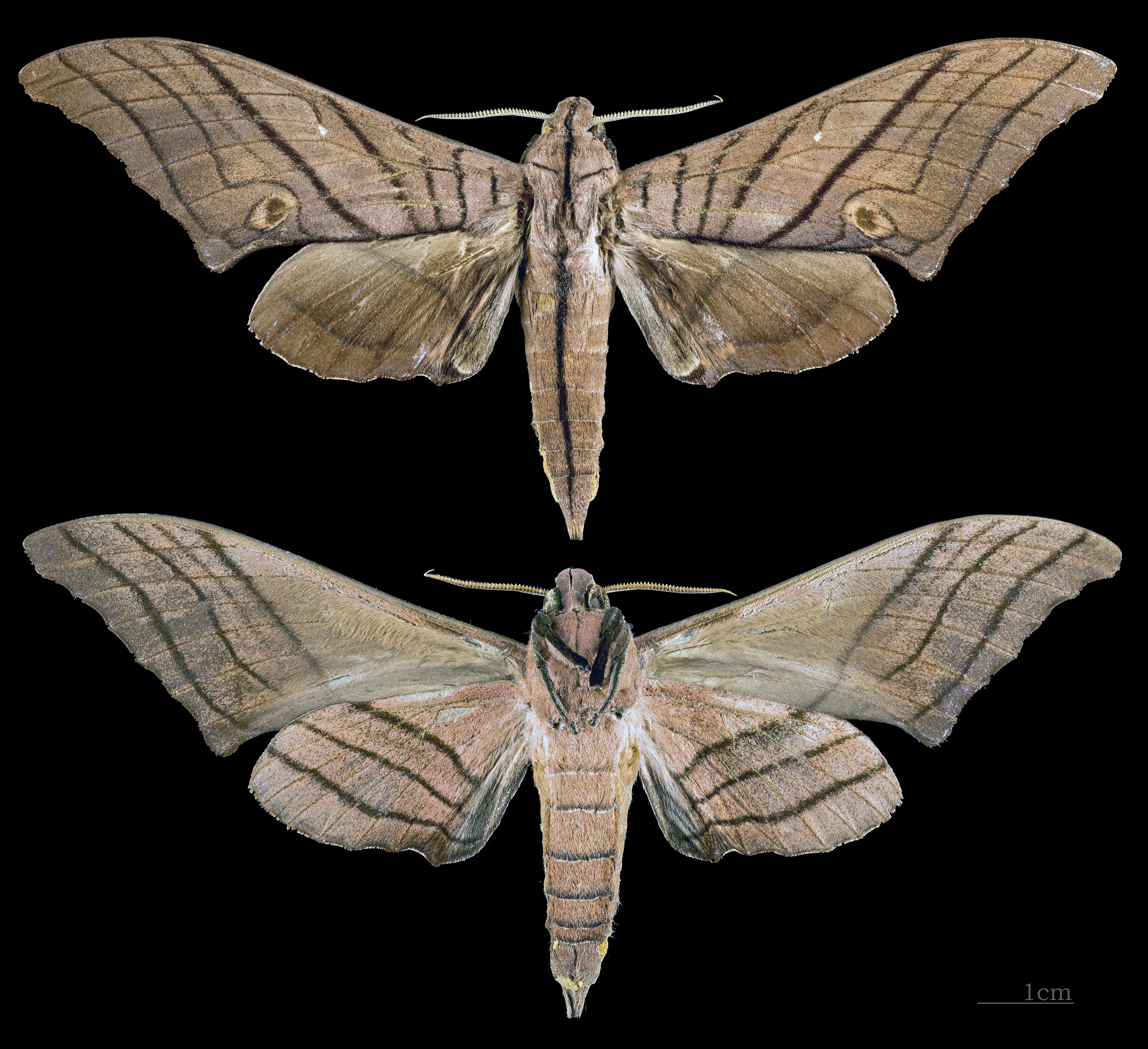
Marumba cristata
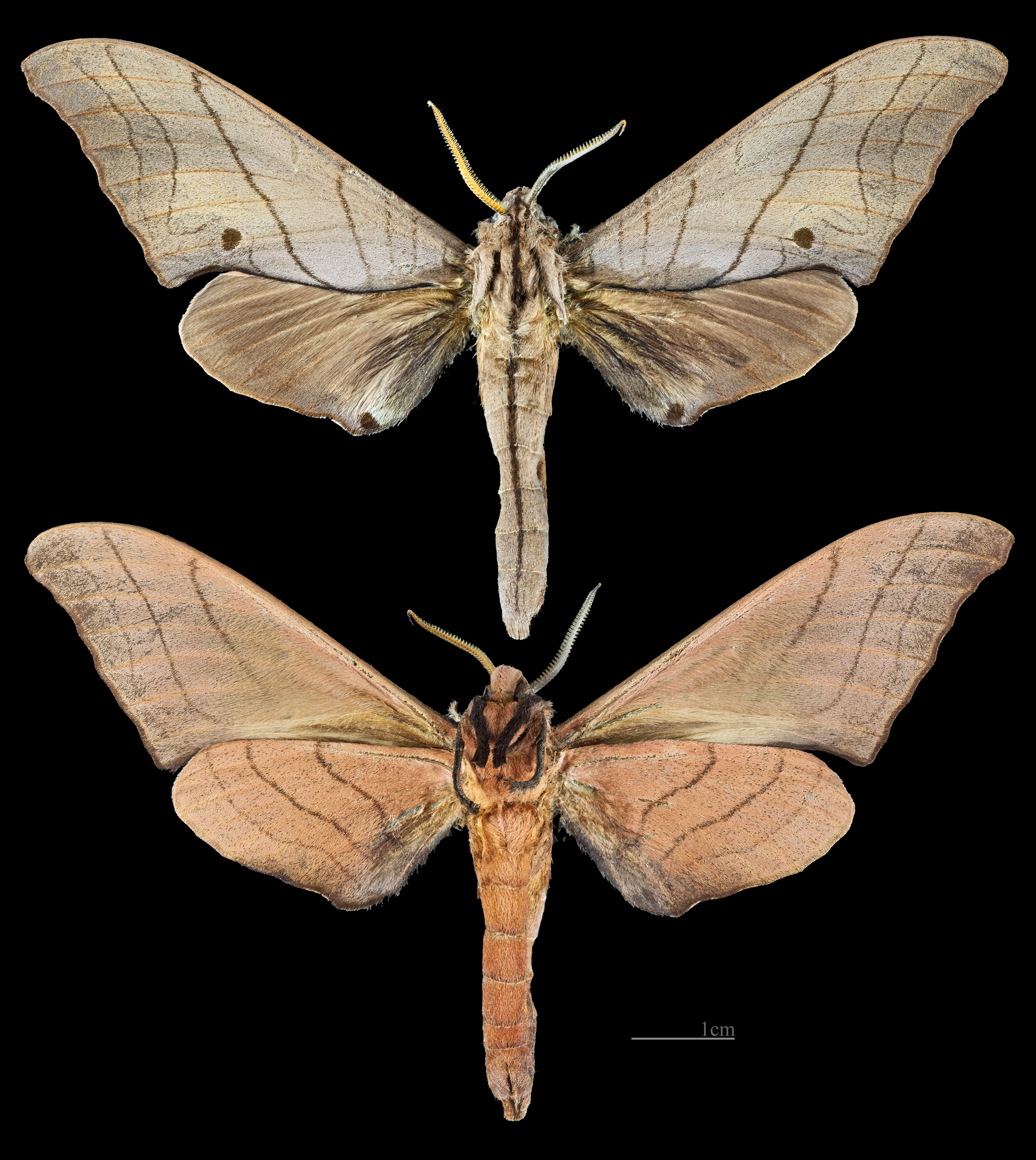
Marumba diehli
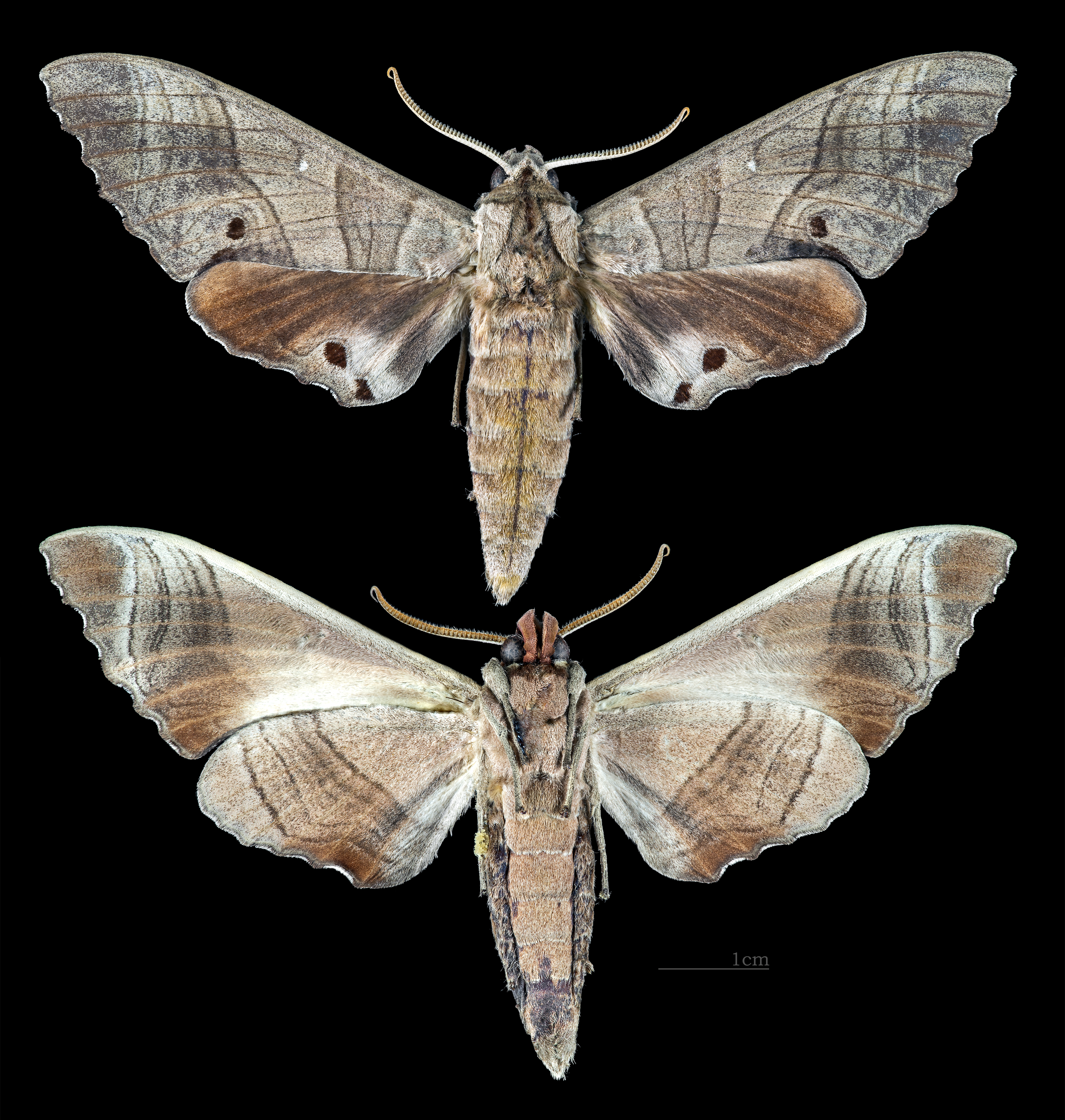
Marumba dyras
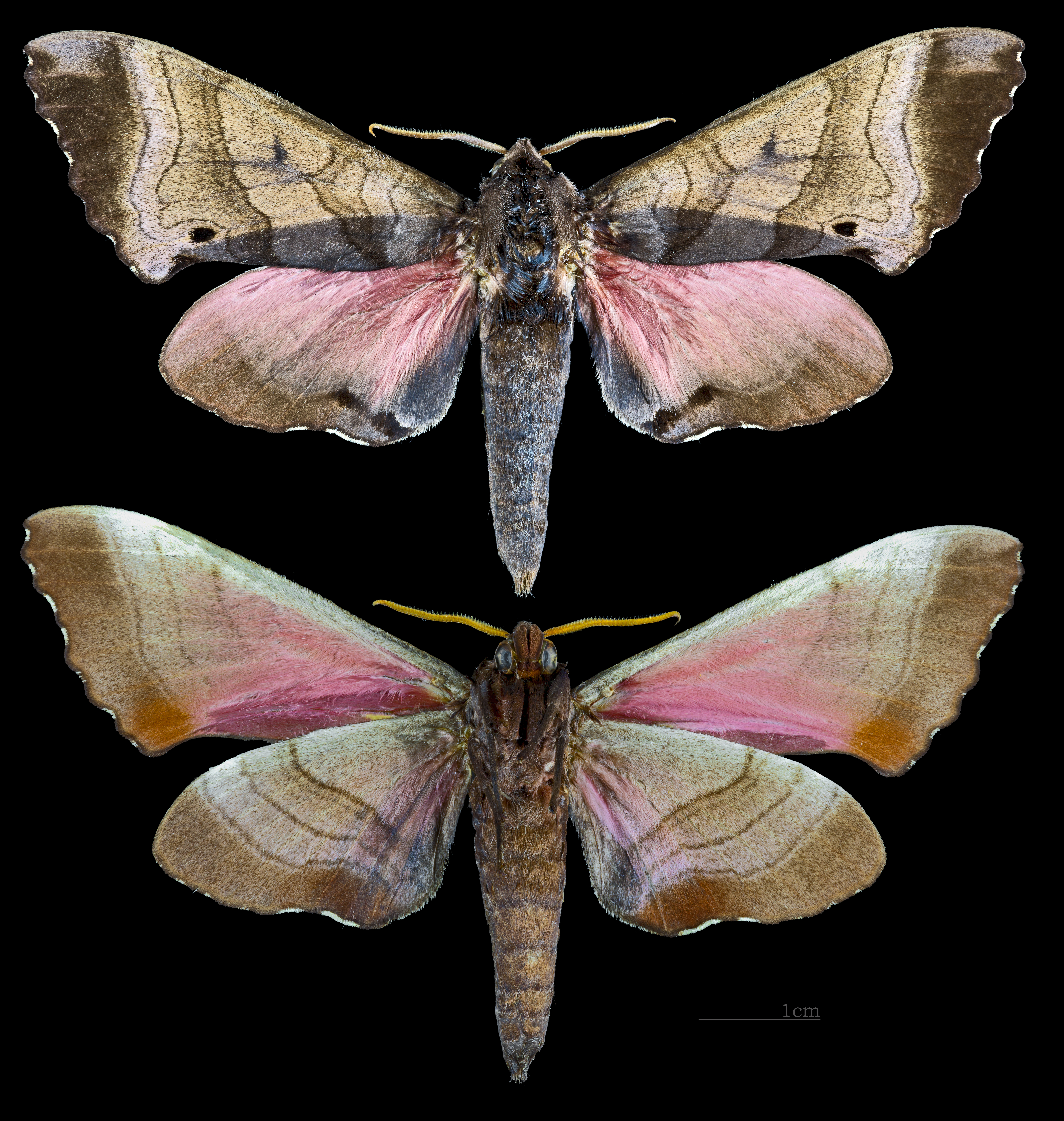
Marumba gaschkewitschii
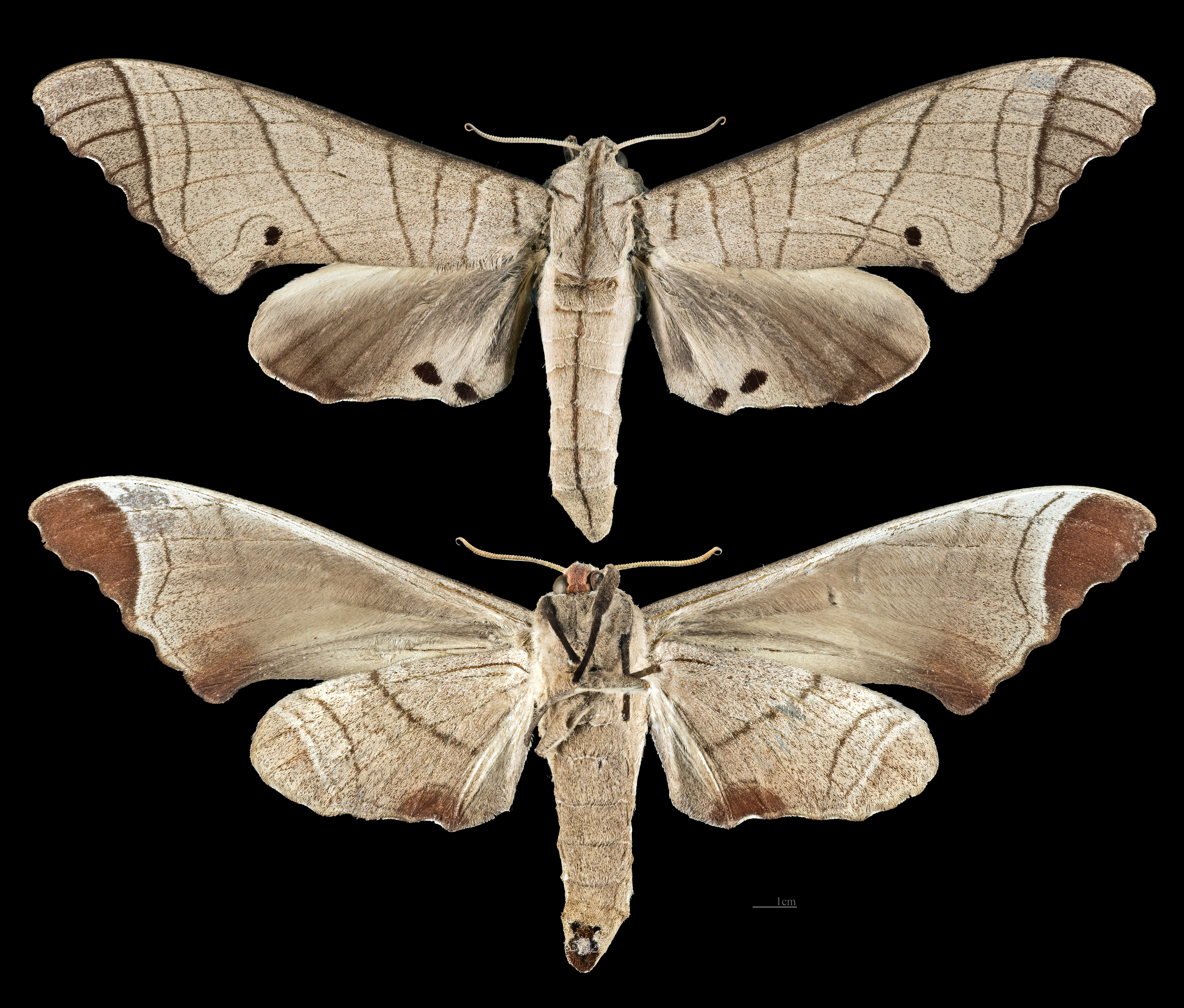
Marumba juvencus
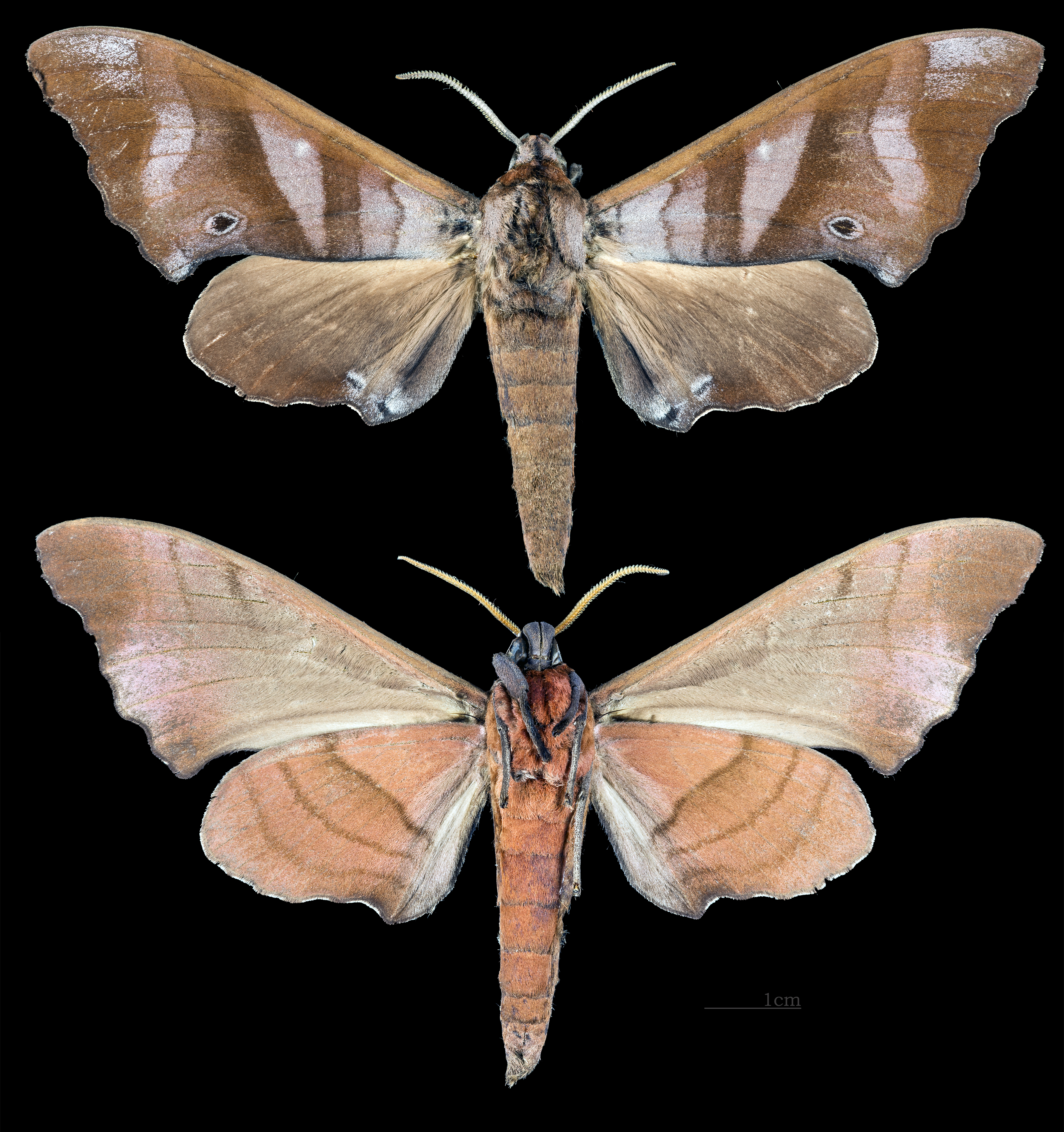
Marumba nympha
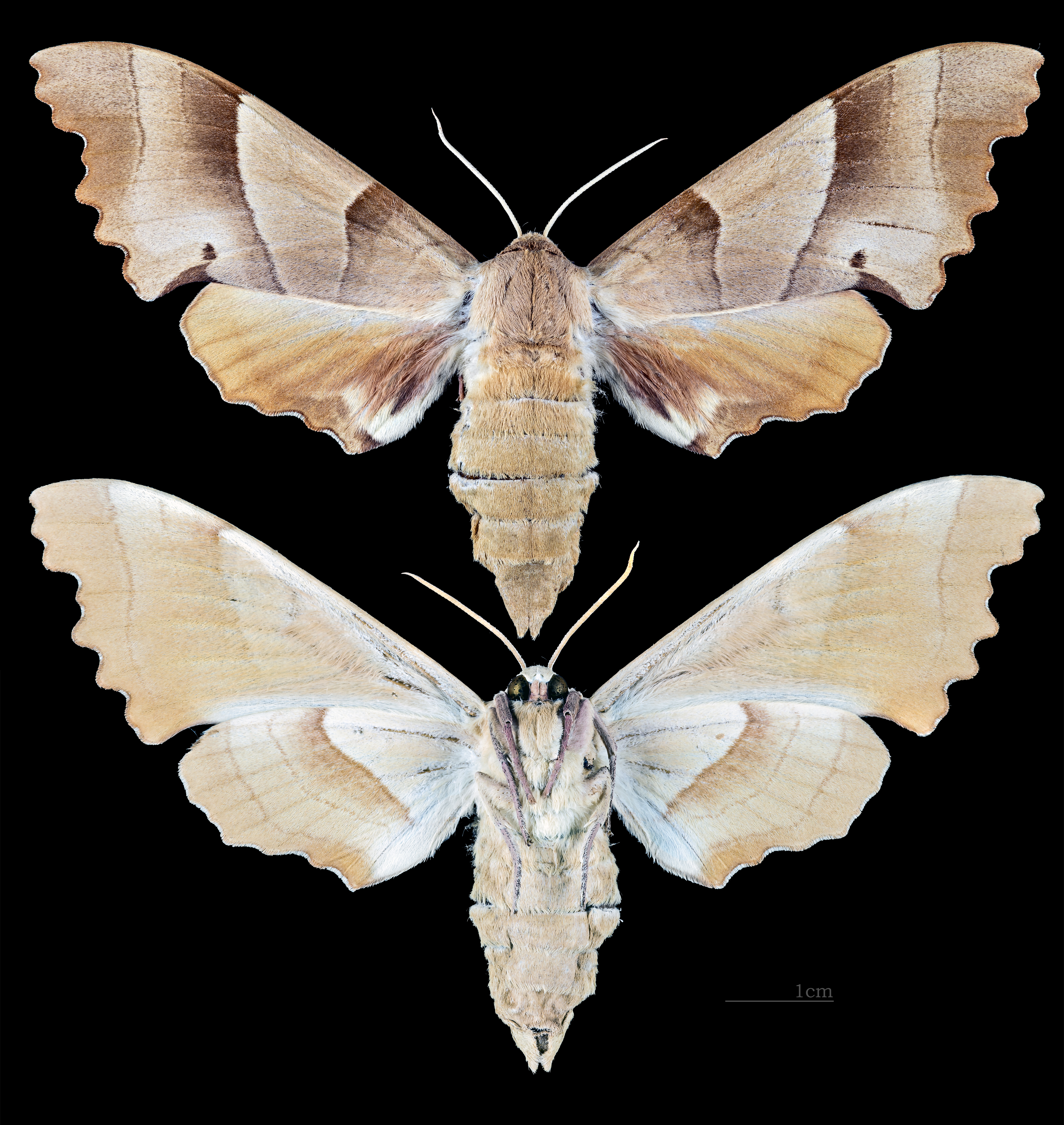
Marumba quercus
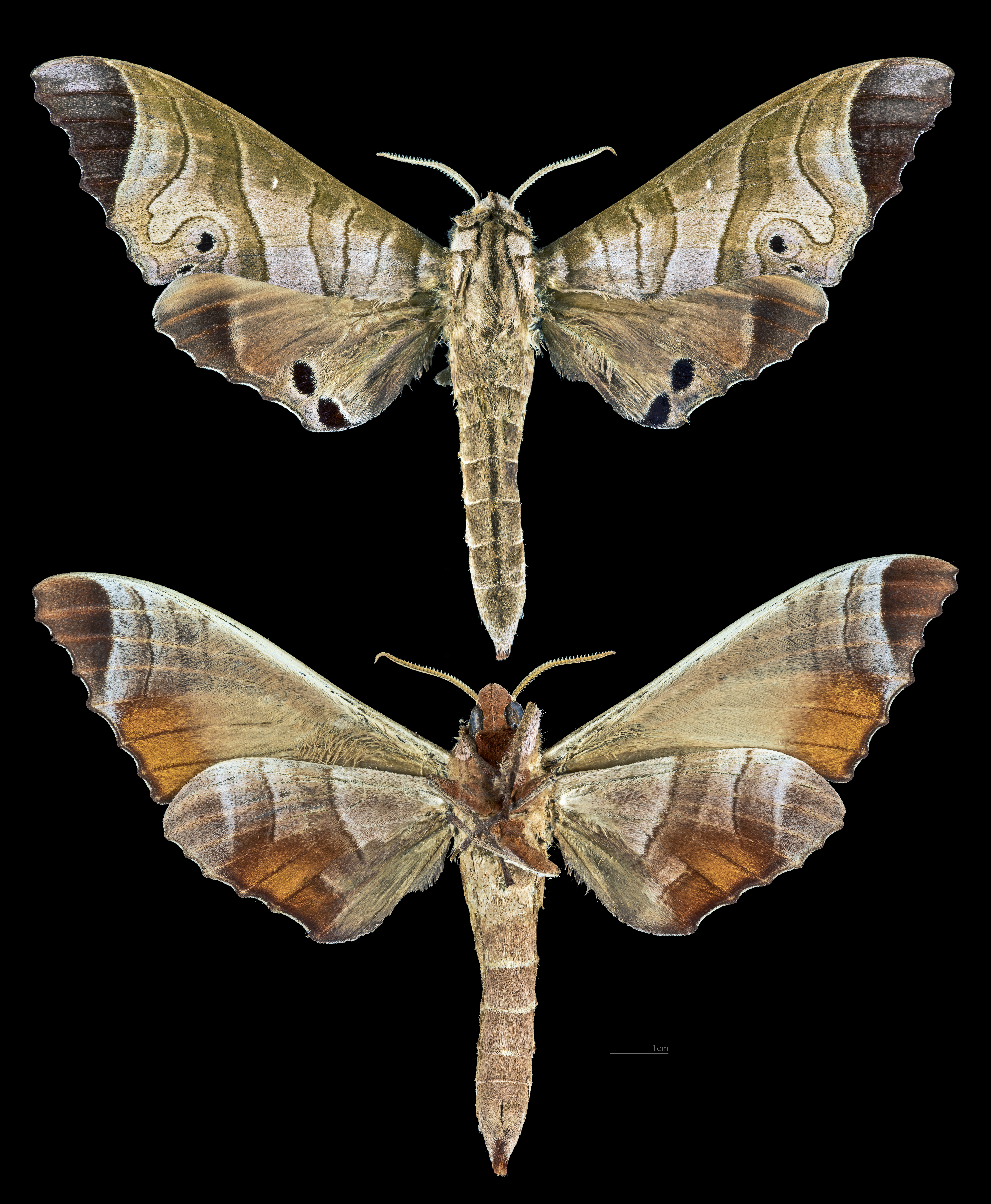
Marumba saishiuana
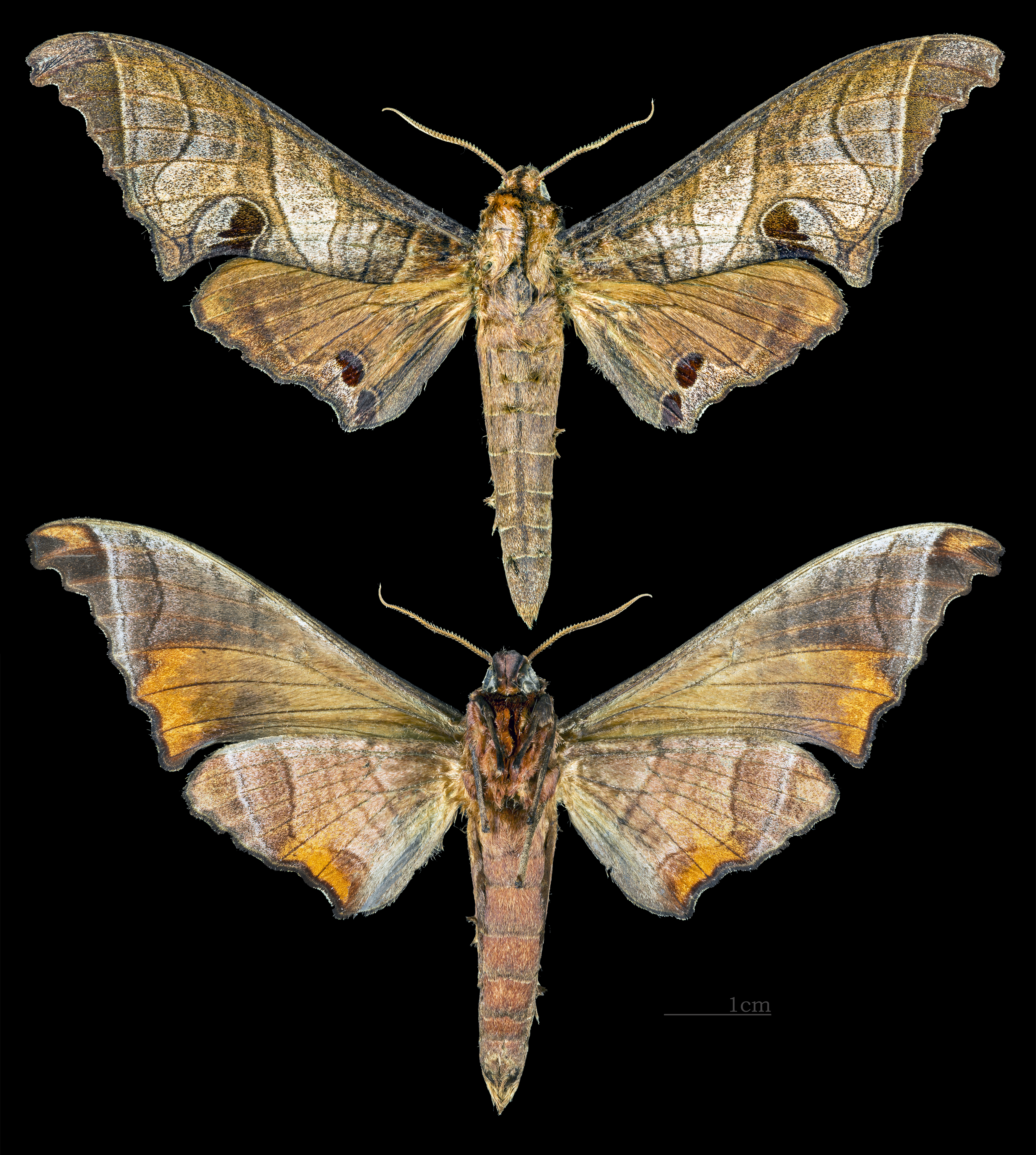
Marumba spectabilis
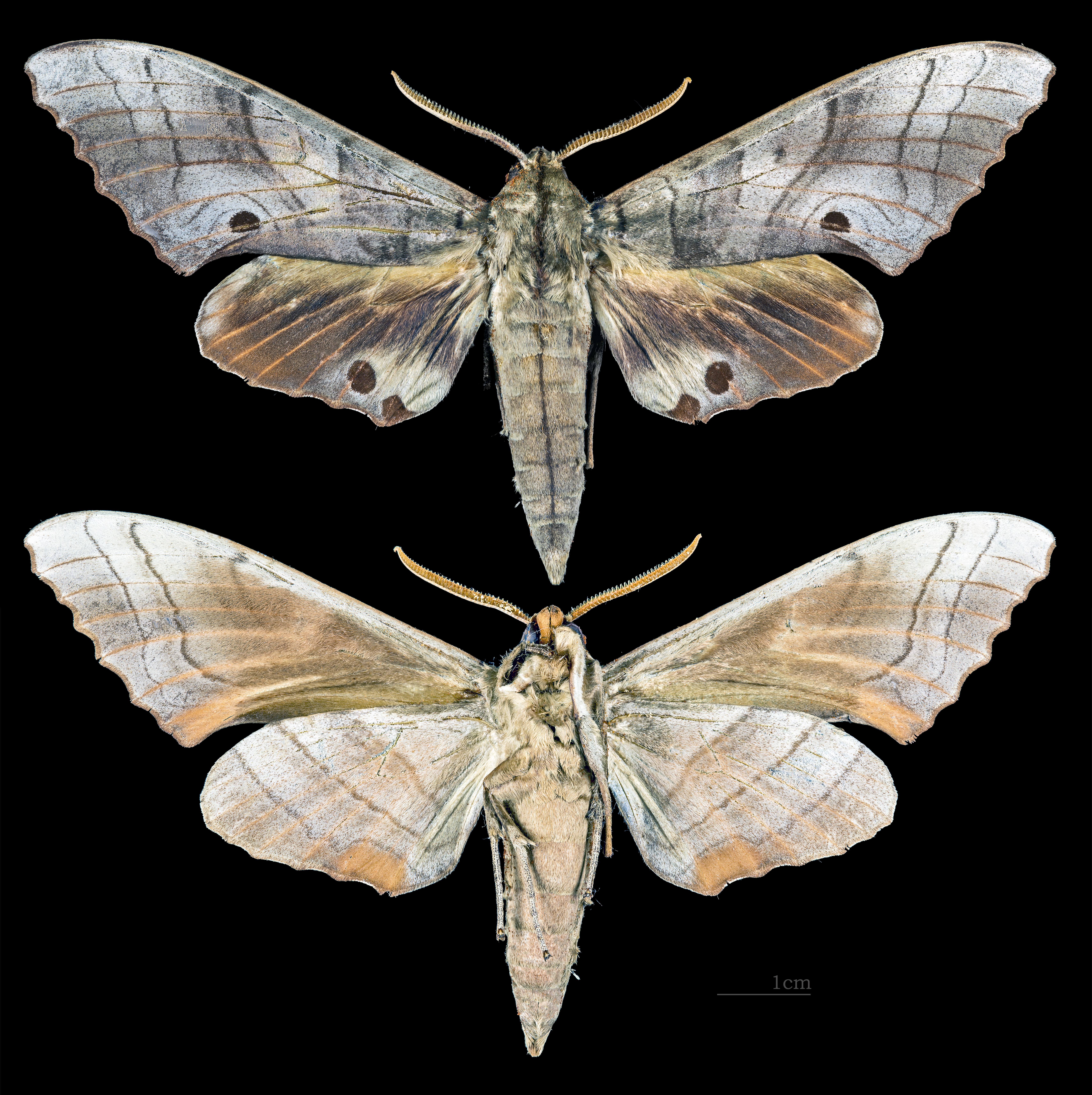
Marumba sperchius
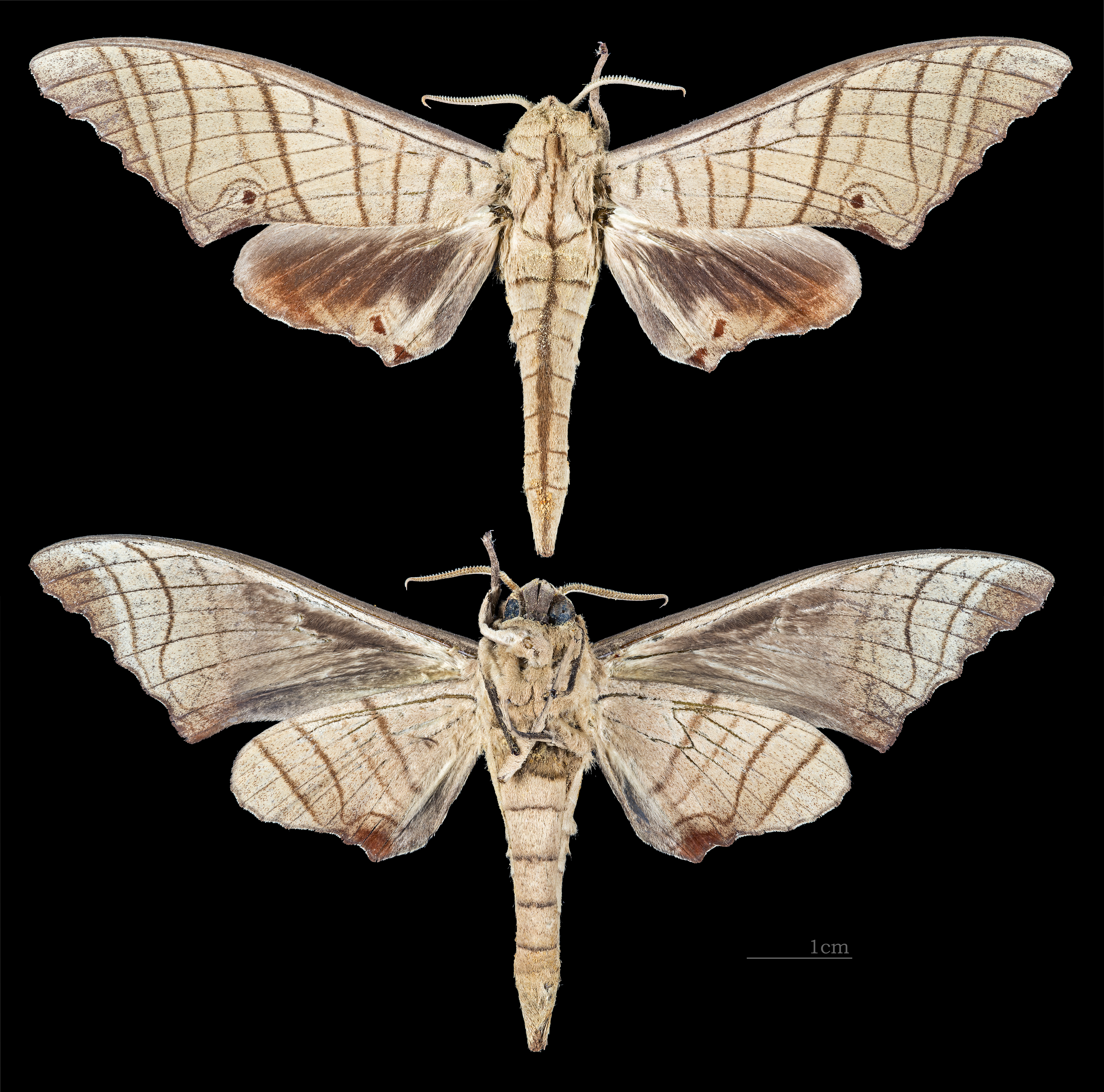
Marumba tigrina